# Irmgard Schaaf
Irmgard Schaaf (* 23. Juli 1925 in Dresden; † 21. Mai 2008 ebenda) war eine deutsche Tanzpädagogin.

## Leben und Wirken
Irmgard Schaaf wurde am 23. Juli 1925 als Tochter von Max Schaaf, Prokurist in den Chemischen Werken Dr. Klopfer in Dresden, und dessen Ehefrau Erna Schaff, geborene Fasold (1893–1952), Verwaltungsangestellte im selben Unternehmen, in Dresden geboren. Ihr Bruder Helmut Schaaf (1921–1942) war Oberleutnant bei der Wehrmacht und fiel im Zweiten Weltkrieg. Ihre Kindheit und Jugend verbrachte Irmgard Schaaf in Dresden, wo sie unter anderem von 1941 bis 1945 die Lehrerbildungsanstalt in der Teplitzer Straße besuchte. Nach der Bombardierung Dresdens im Februar 1945 betreute sie Flüchtlingskinder in Schmiedeberg, südlich von Dresden, und begann am 1. Juli 1945 eine Tanzausbildung an der Palucca Schule. Nach nur drei Monaten erhielt sie aufgrund ihrer Begabung einen Schulgelderlass und erhielt bald darauf die Leitung der Kindertanzkurse an der Schule. 
Nach ihrer absolvierten Schulausbildung machte sich Schaaf als eine der wichtigsten Mitarbeiterinnen und engsten Vertrauten von Gret Palucca, die in Schaafs Geburtsjahr in Dresden die Palucca Schule gegründet hatte, verdient. So baute sie, nachdem sie 1947 ihre Ausbildung mit einem Diplom in Gymnastik und Laientanz abgeschlossen hatte, die Kindertanzabteilung an der Schule weiter aus. Als Gymnastiklehrerin prägte sie die Grundlagenausbildung an der Schule, schärfte die Unterrichtsprofile der Tanzausbildung und war maßgeblich Beteiligte bei der Nachwuchsförderung. Bereits 1949 arbeitete sie an der nunmehrigen Fachschule für künstlerischen Tanz bei Palucca als Dozentin für Gymnastik und Folklore. Zusammen mit Maritta Gubisch (Johanna Maritta Gubisch, 1920–1962) setzte sie sich noch vor der Zeit des Formalismusstreits für Paluccas Idee vom „Neuen Künstlerischen Tanz“ ein. Anfang der 1950er Jahre erstellte sie in Zusammenarbeit mit der Schulgründerin Lehrpläne für die professionelle Tanzausbildung in der nunmehrigen DDR.
Ende des Jahres 1951 lernte sie, als sie sich auf Kur in Bad Elster befand, den 36 Jahre älteren Schriftsteller und Arzt Friedrich Wolf kennen, mit dem sie den am 15. Juni 1953 geborenen Sohn Thomas, ein späterer Experimentalphysiker, hatte. Wolf starb nur etwa drei Monate nach der Geburt seines Sohnes. Nachdem sich die sowjetische Kulturpolitik und der Formalismusstreit der Akademie der Künste der DDR durchgesetzt hatte, musste Schaaf ihre Dozentur abgeben. Stattdessen wurden Tanzpädagoginnen aus der Sowjetunion an der Schule aufgenommen, die besser ins Bild der damaligen Führung passten. Schaaf unterrichtete weiterhin Laienkurse der Schule und bekam 1954 die Leitung der Kindertanzabteilung zugeteilt. Diese bildete anfangs noch einen Teilbereich der Fachschule für künstlerischen Tanz, wurde jedoch 1956 der Bezirksmusikschule „Paul Büttner“ in Dresden angegliedert. In ebendieser lernte sie 1958 auch ihren späteren Ehemann Karl-Heinz Naumann (1935–2020), einen Pianisten und späteren Professor für Klavier an der Hochschule für Musik „Carl Maria von Weber“ Dresden kennen und nahm nach der Hochzeit den Familiennamen ihres Gatten an. 1960 kam der gemeinsame Sohn Johannes zur Welt. Die Leitung der Kindertanzabteilung übergab sie drei Jahre später an Sabine Hiebsch (* 1938), war aber bis ins Rentenalter als Tanzpädagogin tätig und unterrichtete Laientanz und Gymnastik in verschiedenen Dresdner Betrieben. 
Am 21. Mai 2008 starb Schaaf im Alter von 82 Jahren in ihrer Geburts- und Heimatstadt.